# SAT Airlines

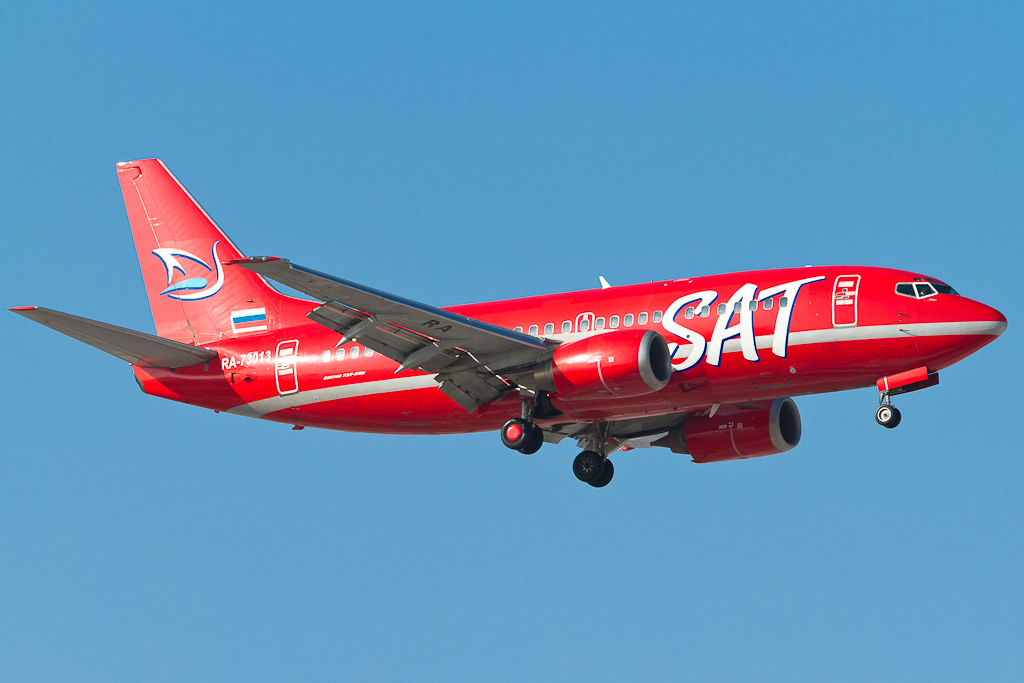
Boeing 737 linii SAT Airlines

SAT Airlines (ros.: Сахалинские Авиатрассы, OJSC "SAT Airlines — Sakhalinskie Aviatrassy") – zlikwidowane rosyjskie linie lotnicze z siedzibą w Jużnosachalińsku na Sachalinie. Prowadziły regionalne połączenia rejsowe na rosyjskim dalekim wschodzie oraz połączenia międzynarodowe do Chin, Korei Południowej i Japonii. W 2014 linie zostały połączona z przewoźnikiem Vladivostok Avia w nowe linie lotnicze Aurora.

## Obsługiwane kierunki lotów
W kwietniu 2011 roku SAT Airlines obsługiwała połączenia w następujących kierunkach:
- Chiny
  - Harbin — Port lotniczy Harbin-Taiping
  - Dalian — Port lotniczy Dalian-Zhoushuizi
  - Pekin — Port lotniczy Pekin

- Japonia
  - Hakodate — Port lotniczy Hakodate
  - Sapporo — Nowy port lotniczy Sapporo-Chitose

- Rosja
  - Błagowieszczeńsk — Port lotniczy Błagowieszczeńsk-Ignatiewo
  - Wyspa Iturup — Port lotniczy Buriewestnik
  - Chabarowsk — Port lotniczy Chabarowsk (główny port)
  - Komsomolsk nad Amurem — Port lotniczy Komsomolsk nad Amurem
  - Ocha — Port lotniczy Ocha
  - Pietropawłowsk Kamczacki — Port lotniczy Pietropawłowsk Kamczacki-Jelizowo
  - Władywostok — Port lotniczy Władywostok
  - Jużnokurylsk — Port lotniczy Jużnokurylsk
  - Jużnosachalińsk — Port lotniczy Jużnosachalińsk (główny węzeł)

- Korea Południowa
  - Seul — Port lotniczy Seul-Incheon

## Flota
W październiku 2013 flota linii lotniczych SAT składała się z następujących samolotów: